# Малий Геннадій Григорович
Генна́дій Григо́рович Малий — прапорщик Збройних сил України, учасник російсько-української війни.

## Життєпис
Навчався у Борзнянському сільськогосподарському технікумі, через два роки покинув. Служив в армії у Десні. Поступив у школу прапорщиків, працював інструктором з водіння танків, за контрактом у Десні, за контрактом. У 2004-ому частину скоротили, бурив свердловини.
Мобілізований в березні 2014-го, командир танка. Батькам не казав, говорив, що на полігоні. Літом 2014-го танк підбили під Георгіївкою, при вибитті від терористів. Екіпаж встиг врятуватися, танк згорів; від вибухової хвилі був пошкоджений зір.

## Нагороди
За особисту мужність і героїзм, виявлені у захисті державного суверенітету та територіальної цілісності України, вірність військовій присязі під час російсько-української війни нагороджений
- орденом «За мужність» III ступеня (4.12.2014)